# Grachtengordel Vijfje
Het Grachtengordel Vijfje is het tweede zilveren vijfje uitgebracht in 2012. Het is de eerste munt van een serie van negen munten met als thema het Nederlands Werelderfgoed. Het Grachtengordel Vijfje is uitgebracht ter ere van het 400-jarig bestaan van de grachtengordel. De eerste munt is geslagen op 19 november 2012 in Het Grachtenhuis aan de Herengracht in Amsterdam. De eerste slag werd verricht door Carolien Gehrels, onder toeziend oog van staatssecretaris Frans Weekers. De eerste slag werd verricht door middel van hamer en aambeeld.

## Het ontwerp
De munt is ontworpen door Tine Melzer. Zij heeft ervoor gekozen om koningin Beatrix af te beelden tussen twee helften van een wereldkaart. De wereldkaart is vormgegeven als zijnde een vingerafdruk. Op de andere zijde van de munt loopt deze wereldkaart door. Daar staat tussen de twee helften de Amsterdamse Grachtengordel afgebeeld. Ditmaal is het een officiële schematische weergave van de kaart die UNESCO ook gebruikt.
De waardeaanduiding is voluit geschreven, om de Nederlandse taal te benadrukken.

## Specificaties
De specificaties van de circulatiemunt gelden ook voor de Eerste Dag Uitgifte. 
|           | Circulatie Vijfje       | Proof Vijfje            | Tientje              |
| --------- | ----------------------- | ----------------------- | -------------------- |
| Metaal:   | verzilverd koper        | zilver 925/1000         | goud 900/1000        |
| Gewicht:  | 10,5 gram               | 15,5 gram               | 6,72 gram            |
| Diameter: | 29 mm                   | 33 mm                   | 22,5 mm              |
| Oplage:   | Onbekend                | 12.500                  | 2.500                |
| Rand:     | * GOD * ZIJ * MET * ONS | * GOD * ZIJ * MET * ONS | Fijn geribbelde rand |

## Trivia
- Het Grachtengordel Vijfje is de eerste van in totaal tien munten met Nederlands Werelderfgoed als thema. Ook in andere landen zullen vergelijkbare munten uitgebracht worden.[4]
- Tine Melzer heeft ook getekend voor het ontwerp van het Rietveld Vijfje, de tweede munt in de serie van Nederlandse UNESCO-monumenten.[5]

Gulden herdenkingsmunten:

Dubbelkop 1980 · Unie van Utrecht · Voetbalvijfje

Nederlandse euro-herdenkingsmunten:

herdenkingsmunten van € 2: Erasmusmunt · Dubbelkop Beatrix-Willem-Alexander · 200 jaar koninkrijk

meerwaardeherdenkingsmunten:

Zilveren vijfjes: Vincent van Gogh Vijfje · Europamunt · Koninkrijksmunt · Vredes Vijfje · Belasting Vijfje · Australië Vijfje · Rembrandt Vijfje · Michiel de Ruyter Vijfje · Architectuur Vijfje · Manhattan Vijfje · Japan Vijfje · Max Havelaar Vijfje · Waterland Vijfje · Schilderkunst Vijfje · Muntgebouw Vijfje · WNF Vijfje · Tulpen Vijfje · Beeldhouwkunst Vijfje · Grachtengordel Vijfje · Vrede van Utrecht Vijfje · Rietveld Vijfje · Vredespaleis Vijfje · De Nederlandsche Bank Vijfje · Van Nelle Vijfje · Waterloo Vijfje · Wadden Vijfje · Jheronimus Bosch Vijfje · Stelling van Amsterdam Vijfje · Johan Cruijff Vijfje · Fanny Blankers-Koen Vijfje · Schokland Vijfje · Wageningen Universiteit Vijfje · Luchtvaart Vijfje · Beemster Vijfje · Market Garden Vijfje · Jaap Eden Vijfje

Zilveren tientjes: Huwelijksmunt · Geboortemunt · Jubileummunt · Koningstientje · Verjaardagstientje
Caribisch Nederland: BES-dollar (2011, 2013)